# 東湖路 (臺北市)
東湖路是臺北市內湖區的一條道路，西起康寧路三段，東接汐湖橋至新北市汐止區康寧街。為東湖地區的主要幹道。

## 道路設計

### 車道數
- 東半段：西行二線道；東行三線道。
- 西半段：東行二線道；西行三線道。

## 沿線設施
- 臺北市內湖區東湖國民小學[2]
- 臺北市聯營公車車站
  - 五分社區站
  - 東湖國小站